# Septaria

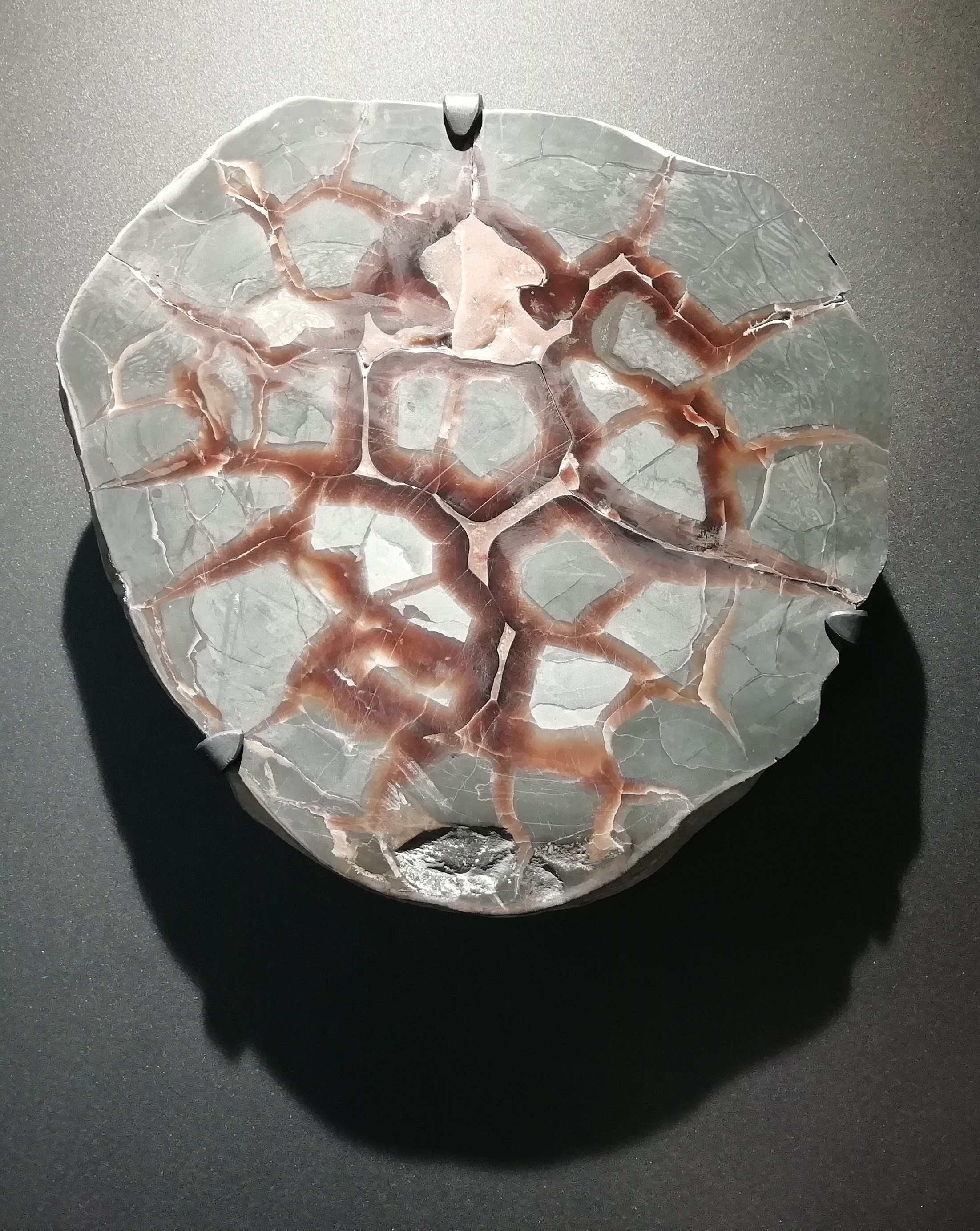
Septaria esposta al Museo della preistoria "Luigi Donini"

La septaria è una concrezione di calcari marnosi o argilliti caratterizzata da un reticolo di fessure. Tali fessure (setti) possono essere radiali e concentriche, e si presentano spesso riempite per cementazione di cristalli di Calcite e Barite.
Il nome deriva dal latino septum, traducibile con barriera o setto.
Le septarie sono frequenti nelle argille scagliose dell'Appennino emiliano.